# Platsen för brottet
Platsen för brottet är en amerikansk kriminalfilm från 1949 i regi av Roy Rowland. Charles Schnee skrev filmens manus efter en verklig artikel om brott, skriven av John Bartlow Martin. Filmen var en av få bolaget Metro-Goldwyn-Mayer gjorde som kan klassas som film noir. Det var annars Warner Bros. som brukade producera de mer socialrealistiska filmerna, medan MGM gjorde musikaler och underhållningsfilmer. I filmens huvudroll som luttrad och hårdkokt Los Angeles-polis ses Van Johnson.

## Rollista
- Van Johnson - Mike Conovan
- Arlene Dahl - Gloria Conovan
- Gloria DeHaven - Lili
- Tom Drake - CC
- Leon Ames - kapten Forster
- John McIntire - Fred Piper
- Donald Woods - Herkimer
- Norman Lloyd - Sleeper
- Jerome Cowan - Webson
- Tom Powers - Umpire Menafoe
- Richard Benedict - Turk Kingby
- Anthony Caruso - Tony Rutzo
- Robert Gist - Pontiac
- Tom Helmore - Norrie Lorfield